# Benevolent Dictator for Life
Een Benevolent Dictator for Life of bdfl is een term die in vrijesoftware- en opensourcegemeenschappen gebruikt wordt om leiders met een sterke positie in een bepaald project aan te duiden. Ze worden bijzonder gerespecteerd om hun bijdragen aan het betreffende project en vrijwel altijd gevolgd in hun beslissingen.
Een bdfl heeft geen feitelijke macht omdat er altijd een fork (tweesprong, splitsing) van de software gemaakt kan worden. Het is dan ook een wat minder serieuze term.
Mark Shuttleworth heeft hierop een variant bedacht. Als financier van de Ubuntudistributie noemt hij zichzelf 'sabdfl', Self-Appointed Benevolent Dictator for Life.

## Enkele voorbeelden van titeldragers
- Dries Buytaert, oprichter en leider van het Drupal-project[2][3]
- Adrian Holovaty en Jacob Kaplan-Moss, ten behoeve van Django[4][5]
- Kohsuke Kawaguchi, de ontwerper en leider van het Hudson-project[6] later geforkt naar het open source Jenkins-project[7]
- Matt Mullenweg, de ontwerper van WordPress[8]
- Martin Odersky, ontwerper van Scala[9]
- Guido van Rossum, ontwerper van Python[10]
- Mark Shuttleworth noemt zichzelf de "Self-Appointed Benevolent Dictator for Life", of SABDFL, en de Ubuntu-gemeenschap noemt hem vaak bij deze naam[11][12]
- Linus Torvalds, starter en leider van de Linuxkernel
- Patrick Volkerding, ontwerper van Slackware[13]
- Larry Wall, ontwerper van Perl
- Bram Moolenaar, de maker van  Vim (teksteditor)[14]